# Al-Ma'ida
Al-Ma'ida "A Mesa Servida ou A Mesa" (Em árabe: سورة المائدة) é a quinta sura do Alcorão, com 120 ayats. Trata-se de uma  sura de Medina. Os principais tópicos da sura são as missões de Isa e Moisés, bem como a distorção das suas mensagens por judeus e cristãos. A sura no entanto elogia a humildade e honestidade dos monges cristãos.